# Virginia Centurione Bracelli
Virginia Centurione Bracelli (2. april 1587 - 15. december 1651) var en italiensk mystiker og ordensgrundlægger. Hun blev kanoniseret af Pave Johannes Paul 2. den 18. maj 2003 og æres som helgen inden for den romersk katolske kirke. Hendes helgendag fejres den 15. december.

## Liv
Virginia ville leve sit liv i kloster, men blev af sin far, der havde været hertug i Republikken Genova 1621 - 1622, tvunget til at gifte sig med Gaspare Grimaldi Bracelli, hvilket hun gjorde den 10. december 1602. Hendes mand døde af sygdom i 1607.
Tyve år gammel blev Virginia således enke, og hun vægrede sig ved at gifte sig igen og engagerede sig i sine børns uddannelse. I 1610 begyndte hun at virke for fattige i Genova ved at donere halvdelen af sin formue til arbejdet med velgørenhed. Efter at hun havde bortgiftet sine døtre, helligede hun sig at tage hånd om forældreløse, gamle og syge og forbedre livsvilkårene for fattige. Krig og pest i 1600-tallet gjorde hendes hjælp endnu vigtigere.
Virginia døde den 15. december 1651, 64 år gammel.